# レイン・マッケンジー
レイン・マッケンジー（Makenzie Raine、2005年2月21日 - ）は、アメリカ合衆国のプロテニス選手、モデル、バレエダンサー、女優。アメリカミネソタ州出身。

## 来歴
3歳でバレエを始め、6歳からテニスを始める。幼少期に喘息を患っていたが治療により克服し、ジュニア時代に全米テニス協会 (USTA) 主催のジュニアトーナメントにも参加した。しかし残念ながら順位は300位以内であった。
「美し過ぎる美少女テニス選手」、そしてイギリス出身の女優エマ・ワトソンに似ていることから「テニス界のエマ・ワトソン」とも呼ばれ、ごく一部で話題になった。
現在は子供向けのテニスコーチのボランティア活動も行っている。